# Gagarin, Ryssland

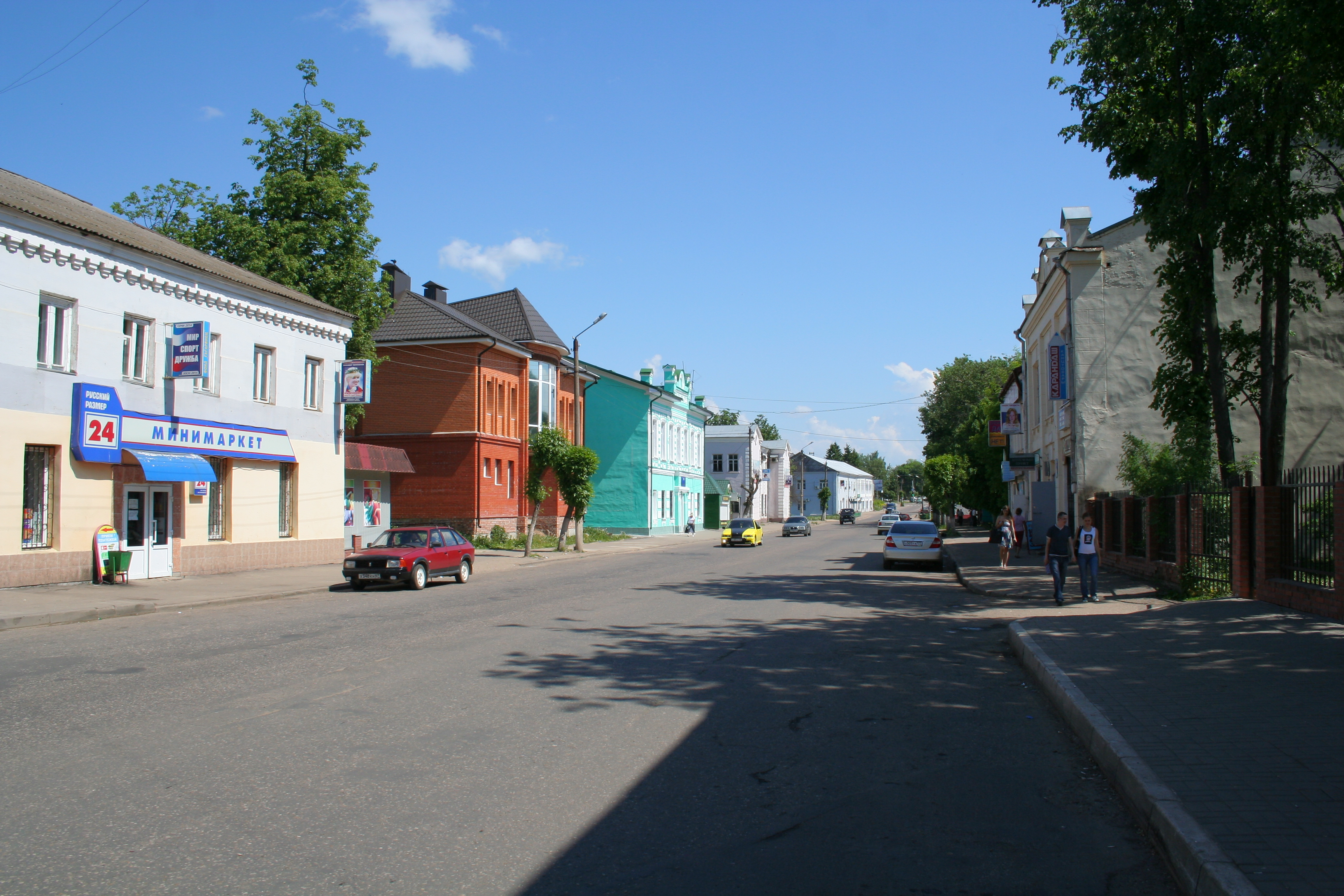
Gata i Gagarin.

Gagarin (ryska Гагарин) är en stad i Smolensk oblast i Ryssland. Staden ligger vid floden Gzjat, 240 km nordost om Smolensk, och hade 29 916 invånare i början av 2015.

## Historia
Staden grundades 1719 med namnet Gzjatsk (Гжатск). År 1968 fick staden ett nytt namn efter Jurij Gagarin, den förste kosmonauten, som föddes i den närliggande byn Klusjino år 1934.

## Berömda infödda
- Nikolaj Noskov – ryska sångare